# Autoroute Yaoundé - Nsimalen
L'autoroute Yaoundé - Nsimalen est une autoroute camerounaise signée en 2013 et de 11 km, qui relie la capitale Yaoundé à l'aéroport de Nsimalen.
En 2020, elle est en cours de construction par la China Communication Construction Company,.

## Phases du projet
L'exécution du projet de construction de l'autoroute se fait en deux phases :
- Phase 1 : Elle concerne la section rase campagne[5] depuis Nsimalen à l'entrée Sud de Yaoundé.
- Phase 2 : Elle couvre l'intégration de l'autoroute à la ville de Yaoundé[6],[7] d'un coût de 276 milliards de FcFA[8].

## Coûts
Les coûts du projet ne sont pas maitrisés. De 87 milliards en 2013, ils sont de 276 milliards en 2020 pour la phase 2, qui reste bloqué à cause des emprises non libérées.

## Impacts socio-économiques
Cette autoroute a permis de réduire la durée de trajet entre Yaoundé et Nsimalen à 15 minutes seulement contre 46 minutes par le passé.
A terme, cette autoroute permettra le développement de nouvelle zone d'activité sur l'axe menant à l'aéroport et au niveau de l'entrée Sud de Yaoundé.